# Andrena platydepressa
Andrena platydepressa là một loài Hymenoptera trong họ Andrenidae. Loài này được Tadauchi & Xu mô tả khoa học năm 1995.